# Fusion partielle

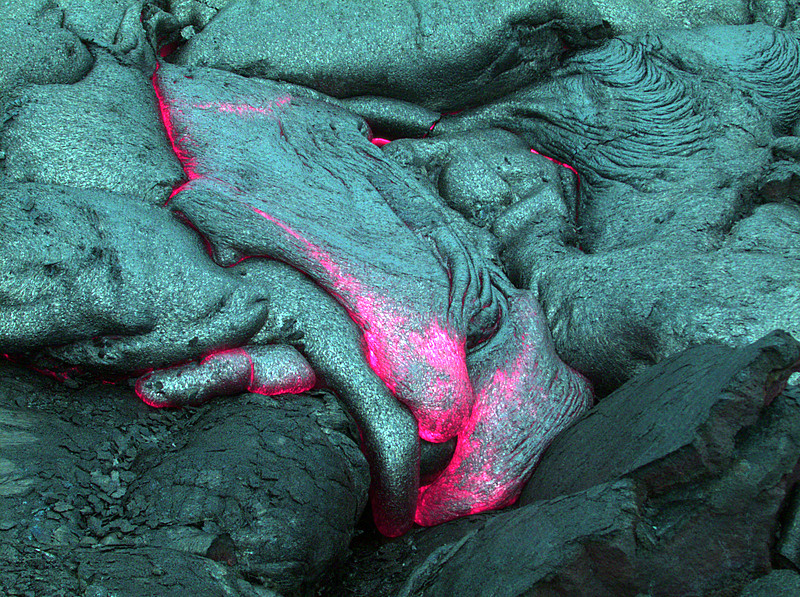
Les laves proviennent de la différenciation chimique de magmas formés par fusion partielle.

La fusion partielle d'une roche correspond à la fusion d'une partie de ses minéraux, généralement dans des proportions différentes de celles de la roche elle-même. La température de la roche est telle que le solidus de la roche est dépassé, alors que son liquidus n'est pas atteint. Lorsque la roche source est ainsi en partie fondue, on a la formation d'un liquide magmatique entre les cristaux non encore fondus : les phases solides et liquide coexistent.
La fusion partielle est un des processus majeurs de la génération des magmas, qui sont très divers dans leurs compositions chimiques, en fonction de la roche dont ils proviennent. La fusion partielle d'une péridotite de type pyrolite donne par exemple un basalte, et celle d'un basalte tholéiitique un magma andésitique.

## Fusion partielle du manteau terrestre

Schéma des processus conduisant à une fusion partielle du manteau supérieur. Les graphes montrent le géotherme en rouge et le solidus en vert. La fusion partielle concerne les profondeurs (z) où la température du géotherme excède celle du solidus. De A à D on a représenté différents contextes de la tectonique des plaques :
A) géotherme et solidus normaux : pas de fusion partielle ;
B) remontée adiabatique sous une dorsale médio-océanique : le manteau est anormalement chaud à faible profondeur ;
C) remontée d'un diapir mantellique : le manteau est anormalement chaud à grande profondeur ;
D) libération de fluides (surtout) par une plaque plongeante : la température du solidus est anormalement basse dans le coin de manteau qui la surplombe.